# Steve Lyon
Pour les articles homonymes, voir Lyon (homonymie).
Steve Lyon (né le 3 novembre 1952 à Toronto, dans la province de l'Ontario au Canada) est un joueur professionnel canadien de hockey sur glace.

## Carrière en club
En 1971, il commence sa carrière avec les Petes de Peterborough dans l'Association de hockey de l'Ontario. Il est choisi au cours du repêchage amateur 1972 dans la Ligue nationale de hockey par les North Stars du Minnesota en 10e ronde, en 145e position. Il passe professionnel avec les Americans de Rochester dans la Ligue américaine de hockey en 1974.

## Statistiques
| Saison     | Équipe                      | Ligue      |    | Saison régulière | Saison régulière | Saison régulière | Saison régulière | Saison régulière |   | Séries éliminatoires | Séries éliminatoires | Séries éliminatoires | Séries éliminatoires | Séries éliminatoires |
| Saison     | Équipe                      | Ligue      | PJ | B                | A                | Pts              | Pun              | PJ               | B | A                    | Pts                  | Pun                  |                      |                      |
| 1971-1972  | Petes de Peterborough       | AHO        | 36 | 7                | 21               | 28               | 118              | -                | - | -                    | -                    | -                    |                      |                      |
| 1972-1973  | Gears de Saginaw            | LIH        | 65 | 3                | 30               | 33               | 105              | -                | - | -                    | -                    | -                    |                      |                      |
| 1973-1974  | Owls de Columbus            | LIH        | 76 | 10               | 60               | 70               | 169              | 6                | 4 | 2                    | 6                    | 4                    |                      |                      |
| 1974-1975  | Owls de Columbus            | LIH        | 76 | 15               | 51               | 66               | 130              | 5                | 0 | 1                    | 1                    | 22                   |                      |                      |
| 1974-1975  | Americans de Rochester      | LAH        | -  | -                | -                | -                | -                | 3                | 0 | 0                    | 0                    | 5                    |                      |                      |
| 1975-1976  | Owls de Columbus            | LIH        | 76 | 25               | 43               | 68               | 165              | -                | - | -                    | -                    | -                    |                      |                      |
| 1976-1977  | Penguins de Pittsburgh      | LNH        | 3  | 0                | 0                | 0                | 2                | -                | - | -                    | -                    | -                    |                      |                      |
| 1976-1977  | Owls de Columbus            | LIH        | 77 | 33               | 58               | 91               | 123              | 7                | 1 | 1                    | 2                    | 17                   |                      |                      |
| 1977-1978  | Owls de Dayton/Grand Rapids | LIH        | 3  | 0                | 3                | 3                | 2                | -                | - | -                    | -                    | -                    |                      |                      |
| Totaux LNH | Totaux LNH                  | Totaux LNH | 3  | 0                | 0                | 0                | 2                | -                | - | -                    | -                    | -                    |                      |                      |